# Tiefentladung
Unter Tiefentladung eines Akkumulators versteht man den Zustand nach Stromentnahme bis zur nahezu vollständigen Erschöpfung der Kapazität oder bis unter eine bestimmte Spannung. Da Tiefentladungen schädlich für den Akkumulator sein können, sollten sie nach Möglichkeit vermieden und der Akkumulator davor geschützt werden.

## Grundlagen
Bei der Tiefentladung wird eine Zelle eines Akkumulators mit beliebiger Stromstärke soweit entladen, dass die Spannung unter die Entladeschlussspannung absinkt.  Durch die Tiefentladung können je nach Batterietyp unterschiedliche Schädigungen auftreten. Bei einer Reihenschaltung der Zellen können die Zellen mit der geringsten Kapazität sogar umgepolt werden. Je nach Akkutyp kann eine einzige Tiefentladung einen Akku zerstören. Wenn sich der angeschlossene Verbraucher bei zu geringer Spannungsversorgung nicht selbständig abschaltet, ist besondere Vorsicht geboten. Akkumulatoren können auch bei Nichtbenutzung, allein aufgrund von Selbstentladung, tiefentladen werden.

## Auftreten
Die Tiefentladung eines Akkumulators beginnt mit dem Unterschreiten der Entladeschlussspannung. Dies ist eine festgesetzte Spannung, bis zu welcher der Akkumulator entladen werden darf. Die Höhe der Entladeschlussspannung pro Zelle ist abhängig vom jeweiligen Akkumulatortyp.

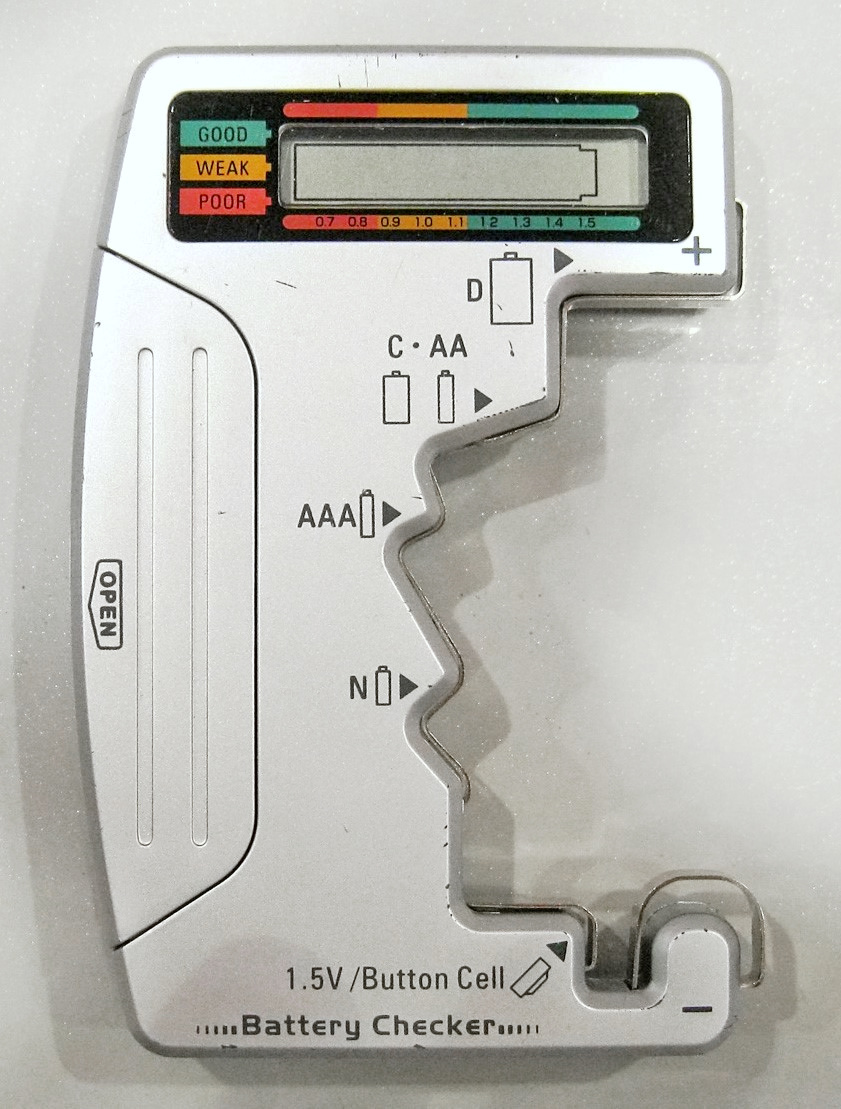
Prüfgerät zur einfachen Messung des Entladungsgrades: Den verschiedenen Spannungsniveaus sind Balken und Farben in der Anzeige zugeordnet.

| Akkumulatortyp                                     | Typische Entladeschlussspannung für Einzelzellen |
| -------------------------------------------------- | ------------------------------------------------ |
| Lithium-Polymer-Akku                               | 3,30 Volt                                        |
| Lithium-Ionen-Akku                                 | 2,50 Volt                                        |
| LiFePO Akku                                        | 2,00 Volt                                        |
| Bleiakkumulator 12-V-Akku                          | 1,75 Volt 10,5 Volt                              |
| Nickel-Zink-Akkumulator                            | 1,20 Volt                                        |
| Wiederaufladbare Alkali-Mangan-Zellen (RAM-Zellen) | 1,00 bis 1,10 Volt                               |
| Nickel-Metallhydrid-Akku                           | 1,00 Volt                                        |
| Nickel-Cadmium-Akku                                | 0,85 bis 1,00 Volt                               |

## Gründe für eine Tiefentladung
Für die Tiefentladung eines Akkumulators gibt es verschiedene Gründe (Beispiele):
- Akkumulator überaltert (Ende der Lebensdauer)
- Akkumulator wird nicht richtig aufgeladen
- Ladegerät nicht passend für den Akkumulator
- Ladegerät defekt
- Passive Stromentnahme durch Gerät
- Gerät wird beim Unterschreiten der Entladeschlussspannung nicht abgeschaltet und schaltet sich auch nicht selber ab

Bei der Verwendung in Kraftfahrzeugen kommen noch weitere Gründe hinzu (Beispiele):
- Kurzschluss in der elektrischen Anlage
- Falscher Akkumulator eingebaut
- Fahrzeugbeleuchtung angelassen
- Betrieb größerer Verbraucher im Stand (Standheizung, Radio, Kühlbox etc.)
- Lichtmaschine defekt
- Lichtmaschinenregler defekt
- Überlastung des Bordnetzes durch zusätzlich eingebaute Verbraucher
- Steuergerätefehler
- Häufige Kurzstreckenfahrten
- starker Frost bei geringer Ladung

## Auswirkungen

### Blei-Akku
Bei Bleiakkumulatoren sind die Auswirkungen vom Akkutyp abhängig. Starterbatterien sind für ständige Tiefentladung nicht geeignet, da bei einer Tiefentladung die aktive Masse der Plusplatten zu stark beansprucht wird. Die Tiefentladung kann bei Bleiakkumulatoren zur Sulfatierung der aktiven Masse und somit zu einem Kapazitätsschwund führen. Des Weiteren kommt es, bedingt durch die niedrigere Säuredichte und eine höhere Temperatur, zu einer Korrosion der Elektroden. Bleiben tiefentladene Bleiakkumulatoren über einen Zeitraum von mehreren Tagen in diesem Zustand, kommt es durch Rekristallisation zu einer grobkristallinen Bleisulfatbildung. Aus diesem Grund sollten tiefentladene Bleiakkumulatoren auf keinen Fall längere Zeit ungeladen gelagert werden, da dies zu irreversiblen Schäden am Akku führt. Bei mehrfachen Tiefentladungen kommt es zu einer irreversiblen Verhärtung der aktiven Massen in den Elektroden und zu einer stark erhöhten Abschlammung der aktiven Masse aus der positiven Elektrode. Dies führt letztendlich zu Kurzschlüssen zwischen den Platten aufgrund sogenannter Durchwachsungen.

### Blei-Gel-Akku
Gel-Batterien sind tiefentladungssicherer, sie überstehen Tiefentladungen deutlich besser als gewöhnliche Bleiakkumulatoren. Die Tiefentladung ist bei Gel-Akkumulatoren deshalb in begrenztem Umfang möglich. Bei Traktionsbatterien werden extra dicke Plusplatten (sog. Panzerplatten) verbaut und Spezialseparatoren verwendet. Dieser Akkumulatortyp ist weniger empfindlich gegen Tiefentladung.

### Lithium-Akku
Bei Lithium-Ionen-Akkumulatoren führt eine Tiefentladung auf unter 2,4 V zu irreversibler Schädigung und zu Kapazitätsverlust. Sinkt die Spannung einer Zelle auf unter 0,5 V, sollte sie nicht mehr verwendet werden. Es ist sehr wahrscheinlich, dass sich Kupferbrücken ausgebildet haben, welche dann zu einem Kurzschluss führen. In diesem Zustand wird die Zelle instabil und erhitzt sich sehr stark, wodurch Brandgefahr entsteht. Tiefentladene Lithium-Ionen Akkus sollten aus Sicherheitsgründen nicht weiterverwendet werden.

### NiCd-Akku
Nickel-Cadmium-Akkumulatoren sind robust gegenüber Tiefentladung. Sie können auch mehrere Jahre in entladenem Zustand gelagert werden, ohne Schaden zu nehmen.

## Erkennungsmerkmale eines tiefentladenen Akkumulators
Zunächst erkennt man die Tiefentladung durch eine Spannungsmessung des Akkumulators. Liegt die Batteriespannung unter der Entladeschlussspannung, wurde der Akkumulator tiefentladen.
Bei Bleiakkumulatoren kann man die Tiefentladung auch durch Messen der Säuredichte feststellen. Liegt die Säuredichte deutlich unter 1,1 kg/l, so wurde die Batterie tiefentladen. Einen tiefentladenen Bleiakkumulator mit starker Sulfatation und vollständig verbrauchter Schwefelsäure erkennt man beim Laden: der anfangs hohe Ladestrom des Akkumulators sinkt sehr schnell auf sehr kleine Werte ab.
Das Tiefentladen von Lithium-Ionen-Akkus kann beim nachfolgenden Laden zu Zellenkurzschlüssen führen und ist daher potenziell brandgefährlich. Sind bereits Zellen kurzgeschlossen, verringert sich die Ladeschlussspannung und es besteht die Gefahr einer Überladung, die ebenfalls gefährlich ist.

NiCd-Batterien können bei Tiefentladen durch Umpolung der schwächsten Zellen leiden und dadurch sogar Zellenkurzschlüsse haben. Das erkennt man an der untypischen Leerlaufspannung nach kurzem Laden.

## Maßnahmen zur Vorbeugung
Akkumulatoren müssen, je nach Typ, vor Tiefentladung geschützt werden. Hierfür gibt es einen speziell auf den jeweiligen Akkutyp abgestimmten Tiefentladeschutz. Dieser schaltet die Verbraucher automatisch ab, sobald die Akkuspannung einen eingestellten Grenzwert unterschreitet. Akkumulatoren sollten je nach Typ nicht mehr als 80 % entladen werden, deshalb verhindert rechtzeitige Ladung der Akkumulatoren eine Tiefentladung.
Bei Akkumulatoren, die in Fahrzeugen eingebaut werden, sowie in Batterieanlagen werden spezielle elektronische Lastabwurfrelais eingebaut. Diese Relais messen mittels einer eingebauten Elektronik die Bordnetzspannung und schalten bei Bedarf die Verbraucher ab.
Bei so genannten Akkupacks schaltet z. T. bei einer Tiefentladung eine interne Sicherung den Akkumulator ab, somit kann er nicht noch weiter entladen werden.

## Regeneration der Akkumulatoren
Bleiakkumulator: Tiefentladene Bleiakkumulatoren sollte man mit einem kleinen Ladestrom über einen längeren Zeitraum aufladen. Im Anschluss an die Vollladung muss der Akkumulator, um eine Mangelladung zu verhindern, mit einer Ausgleichsladung weiter aufgeladen werden. Bei dieser Art der Ladung wird die Sulfatierung der aktiven Masse bei „leichten Fällen“ wieder behoben. Hierbei kann es vorkommen, dass die Ladespannung auf über drei Volt ansteigt und trotzdem kein Ladestrom fließt. Wenn der Schaden an den Zellen nicht zu groß ist, kommt es während des Ladevorgangs zum Durchbruch des isolierenden Bleisulfats. Danach fließt ein Ladestrom und die Ladespannung sinkt wieder auf normale Werte von 2,7 Volt pro Zelle. Bei starker Sulfatation mit vollständig verbrauchter Schwefelsäure wird die Batterie unbrauchbar.
Li-Ion-Akkumulator: Tiefentladene Lithium-Ionen-Akkus stellen beim nachfolgenden Laden eine Gefahr dar (Kurzschluss, Brand). Sie sind in der Regel nicht regenerierbar. Bei elektronischen Ladegeräten von Lithium-Ionen-Batterien (Akkupacks) kann es passieren, dass die Ladegeräte den Akkumulator nicht wieder laden, da an den externen Kontakten keine Spannung anliegt, wenn die interne Schutzelektronik den entladenen Akku von den Kontakten trennt, bis von außen eine ausreichende Ladespannung anliegt. Die Ladegeräte beginnen jedoch bei entladenem Akku mit sehr kleinem Ladestrom, was manchmal nicht ausreicht, die Elektronik zurückzusetzen.